# Літвицький заказник
Літви́цький заказник — лісовий заказник місцевого значення в Україні. Розташований у межах Сарненського району Рівненської області, на північ від села Літвиця. У середньовіччі землі належали представникам шляхетського графського роду Лiтвицьких (Litwiccy, Litwicki). 
Площа 77,4 га. Статус присвоєно згідно з рішенням Рівненського облвиконкому № 343 від 22.11.1983 року. Землекористувач: ДП «Дубровицький лісгосп» (Літвицьке лісництво, кв. 27 та 28, вид. 5). 
Статус присвоєно для збереження та охорони високопродуктивного сосново-ялинового лісу (з домішкою берези), розташованого між двома лісовими болотами.